# Boulatchani
Boulatchani ou Bulačani (en macédonien Булачани) est un village situé à Gazi Baba, une des dix municipalités spéciales qui constituent la ville de Skopje, capitale de la Macédoine du Nord. Le village comptait 1104 habitants en 2002. Il se trouve au nord de Skopje, au pied de la Skopska Crna Gora.

## Démographie
Lors du recensement de 2002, le village comptait :
- Macédoniens : 1 098
- Serbes : 6